# Ute Müller-Doblies
Dr. Ute Müller-Doblies (1938) és una botànica sistemàtica alemanya.
Les seves principals àrees científiques d'interès són els briòfits, els espermatòfits, els liliòpsids, les amaril·lidàcies, les colquicàcies i les jacintàcies.
Desenvolupa la seva activitat científica en l'Herbari de la Universitat Tècnica de Berlín, en col·laboració amb Dietrich Müller-Doblies (D.Müll.-Doblies.).

## Algunes publicacions
- k. weichhardt-Kulessa, t. Börner, j. Schmitz, o. Müller-Doblies, d. Müller-Doblies. 2000 Controversial taxonomy of Strumariinae (Amaryllidaceae) investigated by nuclear rDNA (ITS) sequences. Plant Systematics and Evolution (Ausgabe 00004/2000)

- c. Neinhuis, o. Muller-Doblies, d. Muller-Doblies. 1996 Psammophora and other sand-coated plants from southern Africa. In: Feddes repertorium. - vol. 107

## Llibres
- o. Müller-Doblies, d. Müller-Doblies. 2008 A partial revision of the tribe Massonieae (Hyacinthaceae) 1. Survey, including three novelties from Namíbia: A new genus, a second species in the monotypic Whiteheadia, and a new combination in Massonia. Feddes Repertorium 108 (1-2): 49 - 96

- ------------------------. 1970 Über die Blütenstände und Blüten sowie zur Embryologie von Sparganium (amb 7 planxes, 90 il·lustracions, 3 taules en el text). Editor Naturwiss. F. 92 pàg.

### Capítols de llibres
- Redouté, PJ († 1759-1840). The lilies. Taschen, Köln, Alemanya. 2000. 1 vol. (en, fr, al)